# Czerwony Gronik

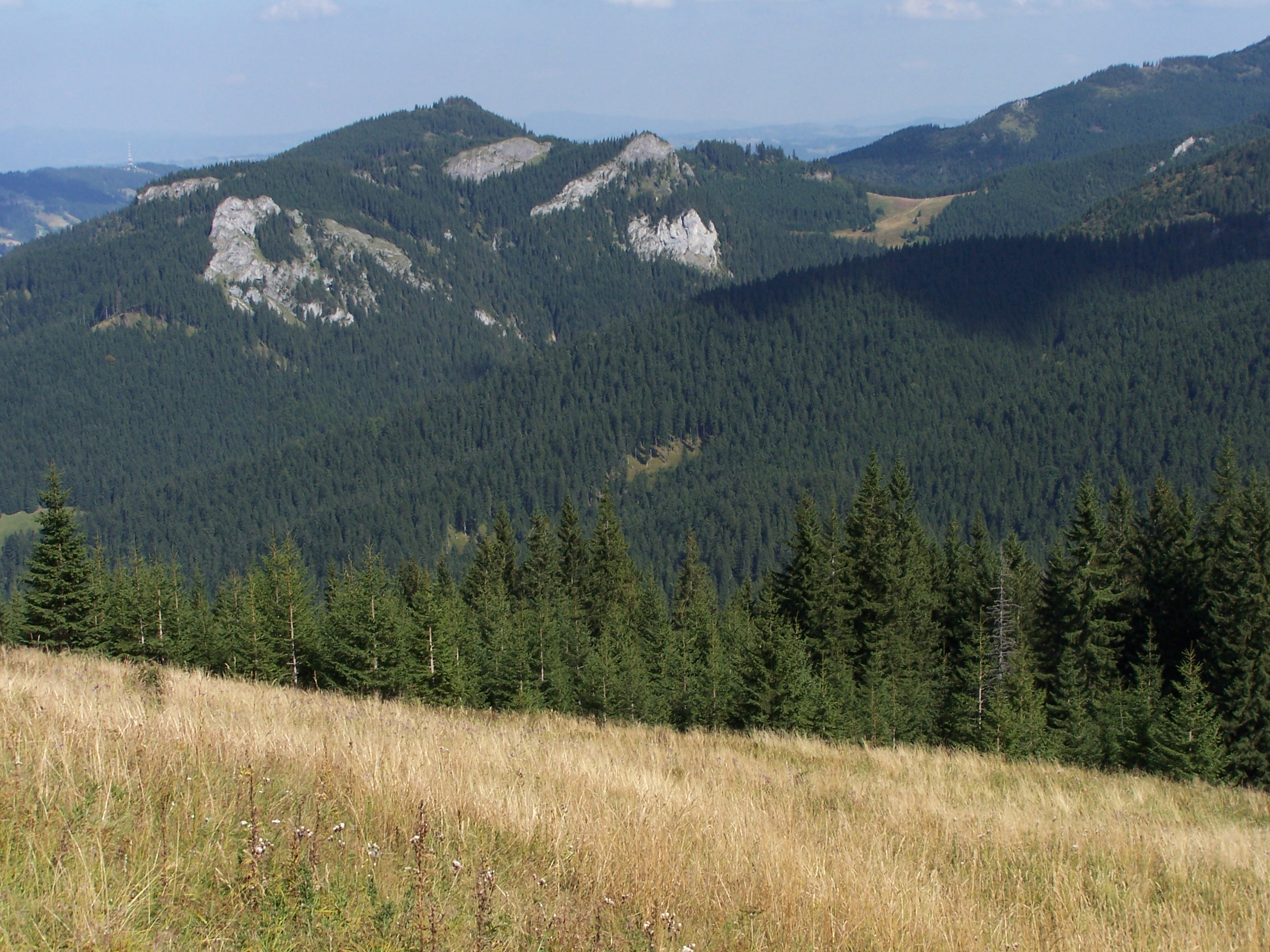
Pod szczytem Hrubego Regla, a powyżej Zawiesistej Turni podłużne białe pasmo skał Czerwonego Gronika.

Czerwony Gronik – pas skał na grzbiecie łączącym Hruby Regiel z Małym Reglem w Tatrach Zachodnich. Znajduje się on na zachód od przełęczy Wyżnie Stanikowe Siodło (ok. 1271 m), na zachodnim skraju Jaworzynki Miętusiej i ciągnie w północno-zachodnim kierunku. Od Małego Regla oddziela go przełęcz Niżnie Stanikowe Siodło (ok. 1120 m). Na południową stronę opada stromą ścianą zbudowaną z wapieni, które w wielu miejscach mają czerwone zabarwienie, od którego pochodzi nazwa. W najwyższym miejscu Czerwony Gronik ma wysokość 1294 m. Wznosi się na wschód od polany Wyżniej Kiry Miętusiej oraz na północnych zboczach dolnej części Doliny Miętusiej, ale pomiędzy nim a dnem doliny znajdują się jeszcze Kończysta Turnia, od której oddziela go przełęcz Spalone Siodło. Spod Czerwonego Gronika pomiędzy Zawiesistą Turnią i Kończystą Turnią opada do Doliny Miętusiej Gronikowski Żleb, a w północno-zachodnim kierunku do Wyżniej Kiry Miętusiej żleb Żeleźniak.
W zachodniej ścianie Czerwonego Gronika znajduje się jaskinia Dziura w Czerwonym Groniku, a w północno-zachodniej – Szczelina w Czerwonym Groniku.
Czerwony Gronik jest doskonałym punktem widokowym na Czerwone Wierchy, Dolinę Miętusią i Giewont, nie prowadzi przez niego żaden szlak turystyczny.